# SK-42参考系统
SK-42参考系（英語：SK-42 reference system）又称克拉索夫斯基1940椭球，是1942年苏联建立的坐标系，称为Systema koordinat（俄语：Система координат 1942 года），提供的参数与地心笛卡尔坐标系PZ-90相联系。 它被用于大地测量计算，特别是在军事测绘和确定国家边界方面。 
SK-42坐标系统是开发SK-63参考系统的基础，SK-63参考系统主要是为民用和工业发展目的而建立和使用的。
克拉索夫斯基1940椭球体采用半长轴（赤道半径）a 为6,378,245 m，反扁率 1/f 为298.3。:220

## 引用与注释
1. 1 2 3  E.M. Mazurova; S.M. Kopeikin; A.P. Karpik. . Studia Geophysica et Geodaetica. 2017, 61 (4): 616–638. Bibcode:2017StGG...61..616M. doi:10.1007/s11200-015-1106-4.
2. ↑  Office, United States Naval Observatory Nautical Almanac; Office, Great Britain Nautical Almanac. . University Science Books. 2005. ISBN 9781891389450 （英语）.